# 園林觀光

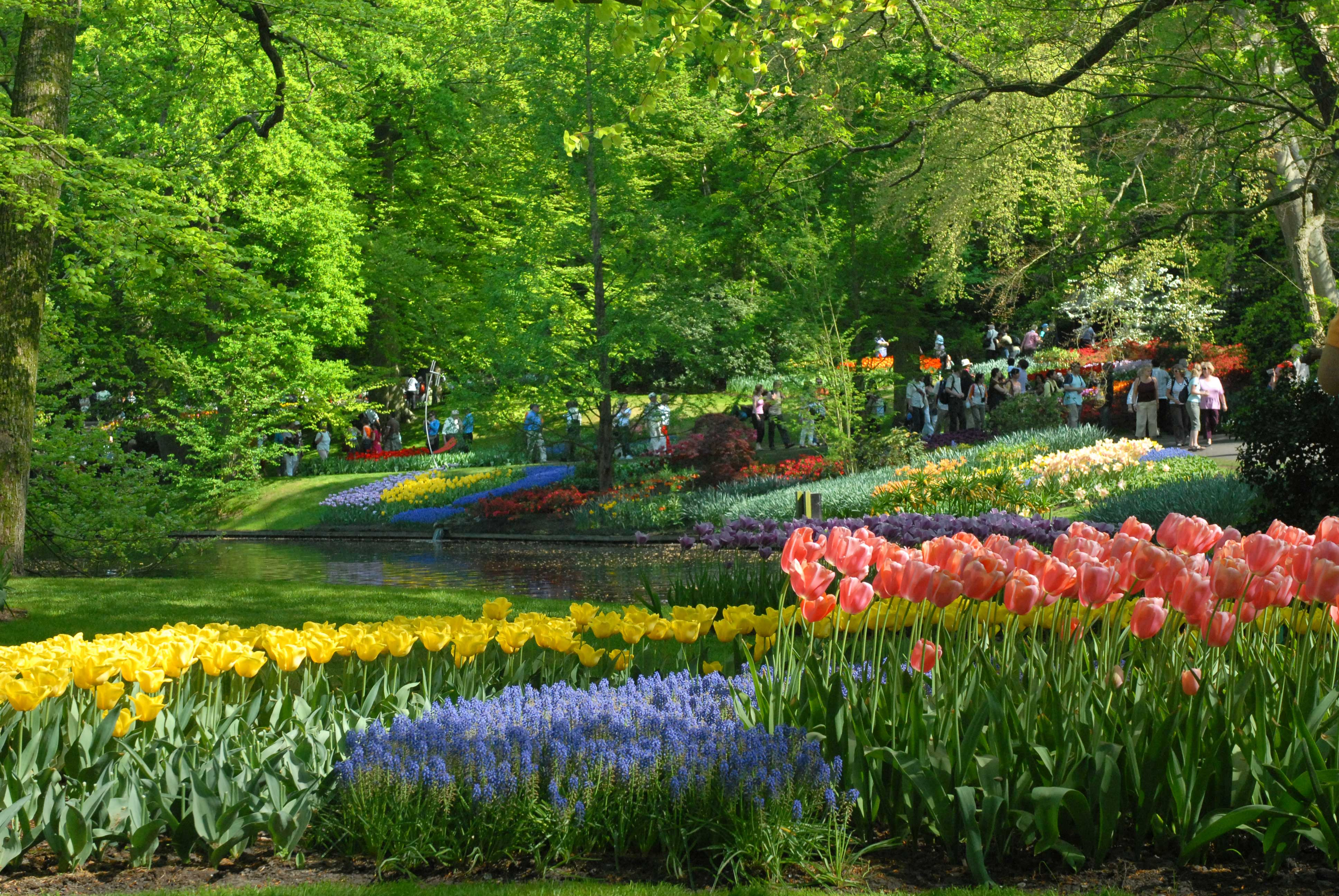
正在參觀庫肯霍夫公園的遊客

園林觀光（英語：Garden tourism）意指參訪對園林歷史具有重要意義的植物園及地方的旅遊活動。這類型的遊客經常會在他們熟悉的國家單獨旅行，有時亦會在部份可能會遇到語言、旅行及住宿困難的國家參與當地的園林之旅。園林向人們提供了他們希望度過休閒時光的理想環境，因此在近年參觀園林已成為一種流行的休閒活動。

## 歷史

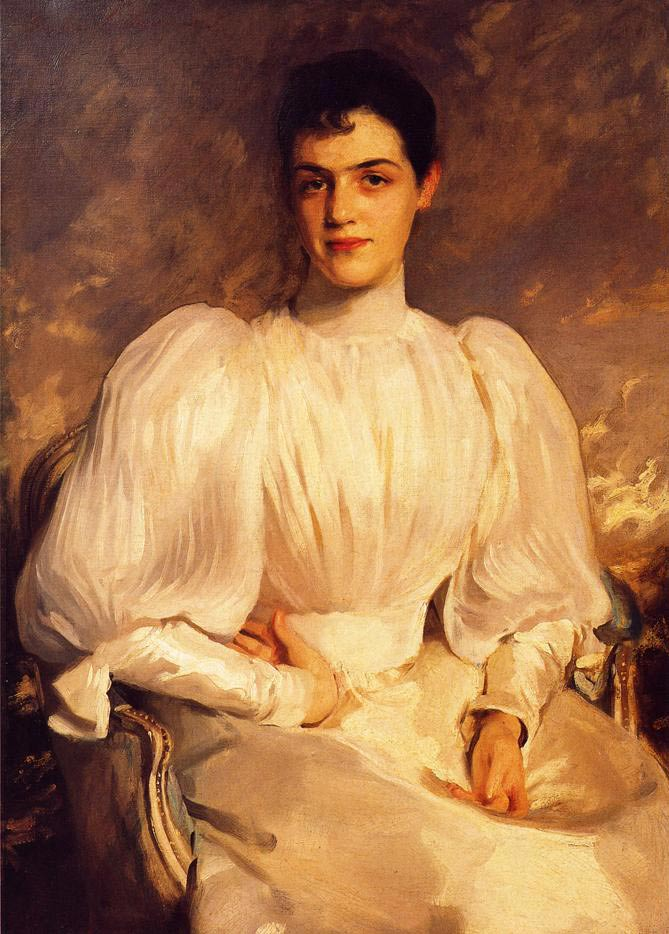
艾爾西·瓦格女士，由約翰·辛格·薩金特於1893年所繪

法國哲學家米歇爾·德·蒙田是最早記錄他對花園印象的園林遊客之一。英國作家約翰·伊夫林及英國探險家菲尼斯·莫里森亦有在日記上紀錄各自參觀法國和意大利花園時的所見所聞。
1926年，女王護理學院的受託人艾爾西·瓦格（Elsie Wagg）提出了「國家花園計劃」，希望為慈善機構提供年收入。1927年，「國家花園計劃」成功設立，包括桑德靈厄姆府及大迪克斯特宅在內的609個私人擁有的花園向公眾開放，向每位訪客收取1英鎊的手續費並捐贈予慈善機構。而在1931年，首期《為慈善而開放的英格蘭及威爾士花園》（Gardens of England and Wales Open for Charity，俗稱黃皮書）在作為英國雜誌《鄉村生活》（Country Life）的副刊發行，向想參觀英格蘭及威爾士的花園的人提供了指南。隨著第一本黃皮書的出版，現時為止已有約1000個花園參加了該計劃。此外，自1927年至2015年，園林的擁有者們在已經向慈善機構捐贈了約450萬英鎊，而有時他們更向其他慈善機構捐贈約40,000英鎊。
自1948年以來，隨著國家花園計劃被納入至英國國民信託，園林旅遊開始擴大及盛行。英國國民信託向遊客提供了一些重要的花園供他們遊覽，對花園進行復修及保育工作，遊客人數亦因而提升。女王護理學院向英國國民信託提供了資金，而他們則開展更多的園林項目作為回報。在2013年，黃皮書正式更名為《花園參觀》（Gardens To Visit）。而進入21世紀，英國開放給遊客參觀的花園數量愈來愈多。2013年，約有3,700個花園被列入為慈善而開放的英格蘭及威爾士花園。
另外，日本亦自1997年起參照英國的「國家花園計劃」來進行相關的園林觀光活動，並獲得了不錯的成果。2015年，國土交通省北海道運輸局針對園林觀光進行了調查，並組織了以其為重點的新項目，用以吸引2,000萬名外國遊客到日本旅遊。而在美國，園林觀光亦開始流行起來。在1994年至1999年這段期間，約有40萬美國人曾参與園林之旅或相關活動，而2005年的數據更升至五分之一的美國人曾参與這類活動。

## 著名景點
園林旅遊的著名景點包括英國的錫辛赫斯特城堡花園、法國的凡爾賽宮、荷蘭的庫肯霍夫、西班牙的阿爾罕布拉宮、美國的長木花園、印度的泰姬陵以及日本的龍安寺等。

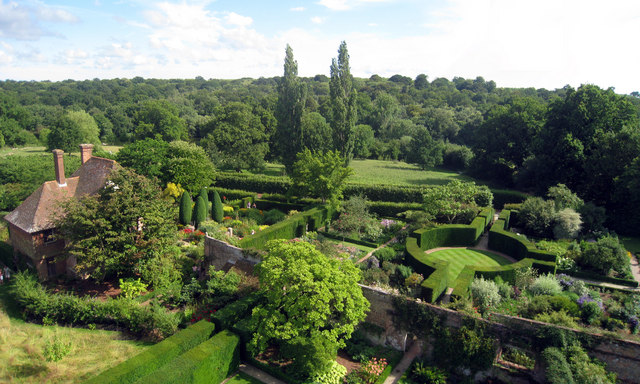
錫辛赫斯特城堡花園
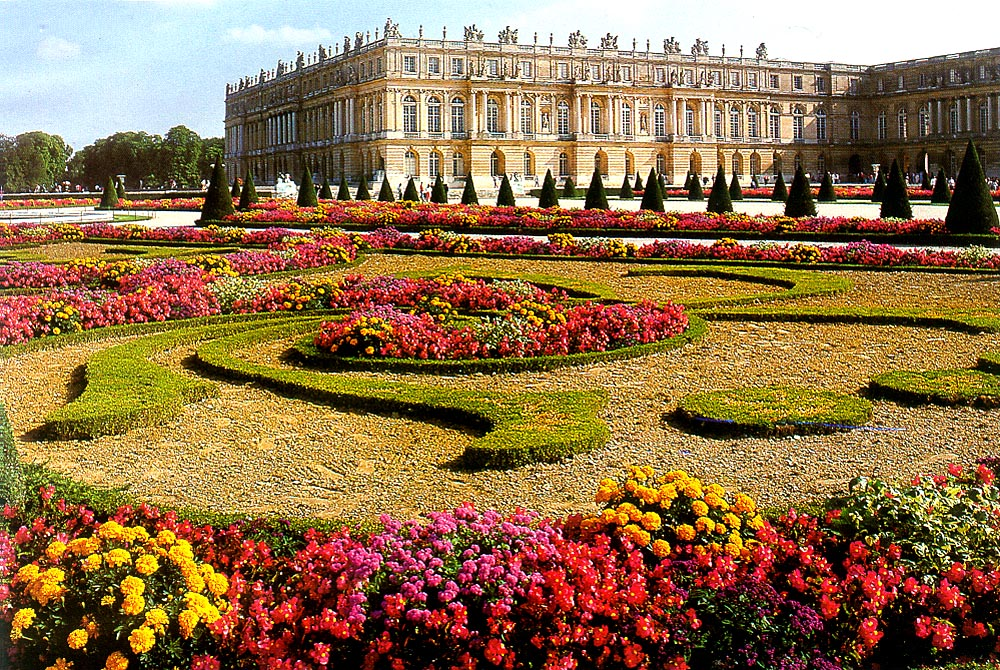
凡爾賽宮
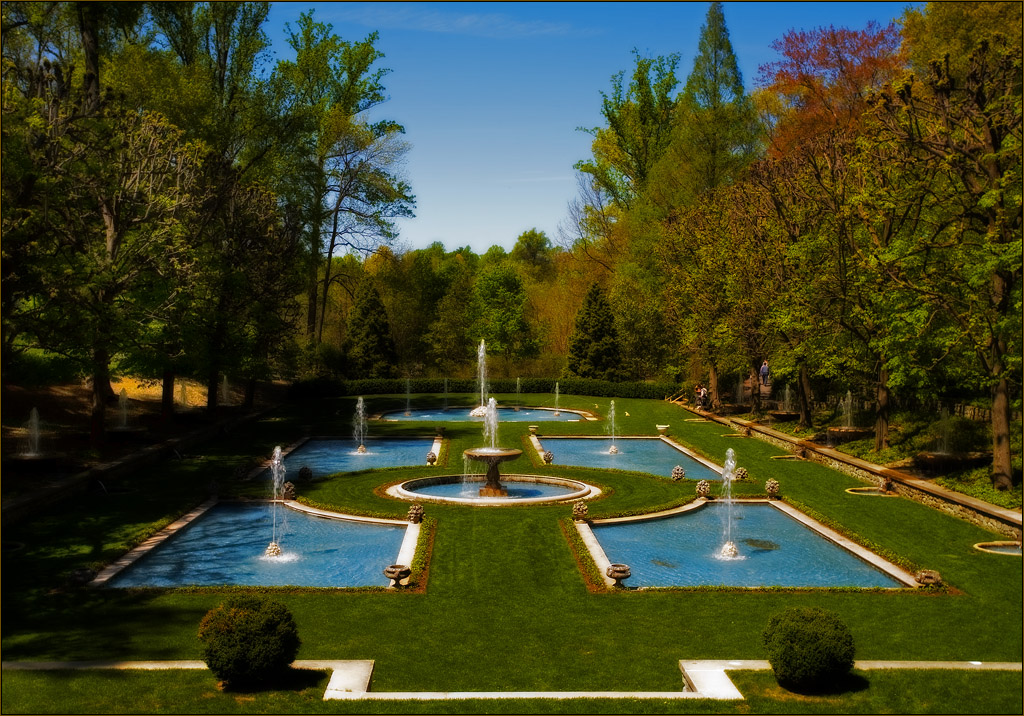
長木花園
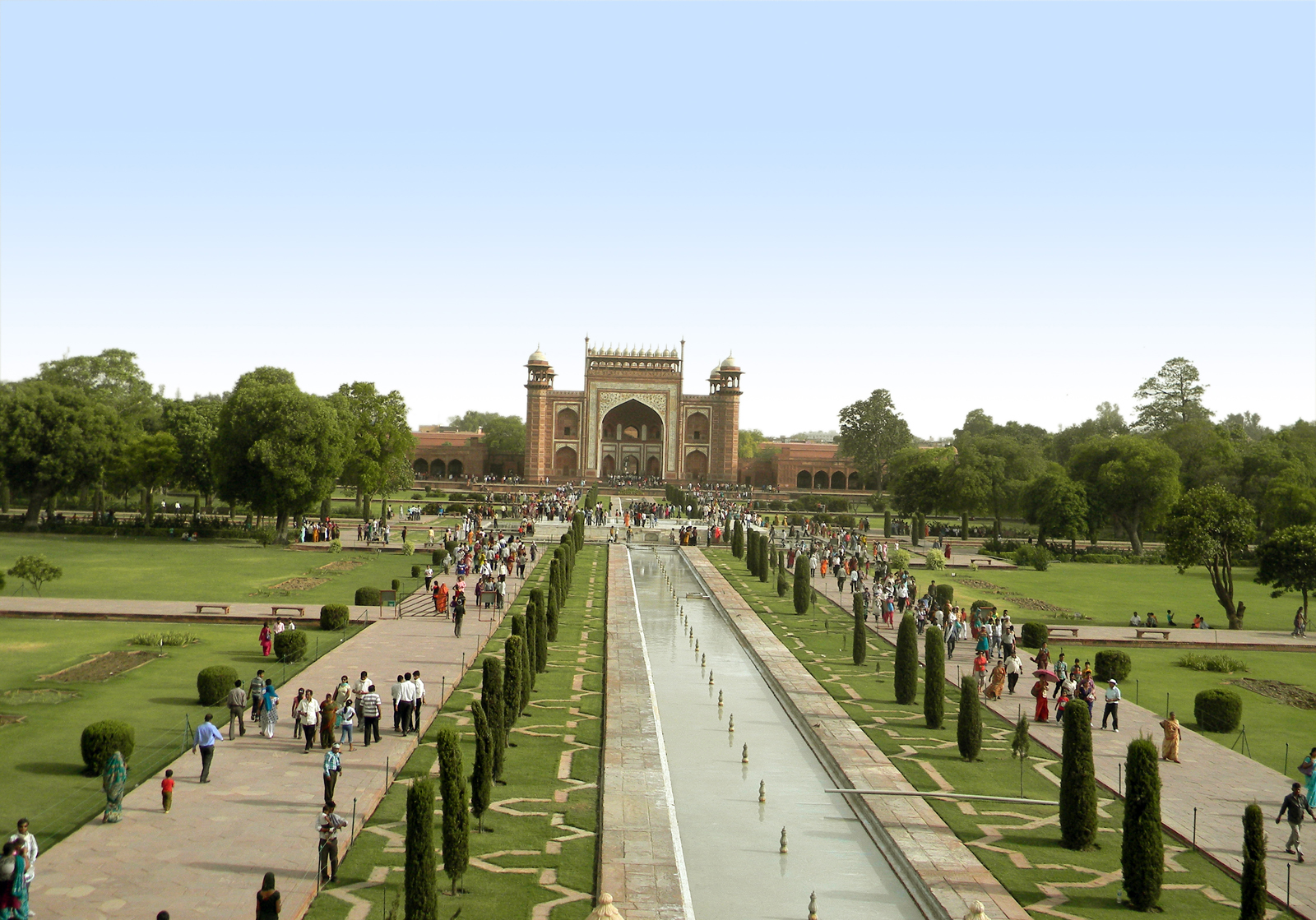
泰姬陵
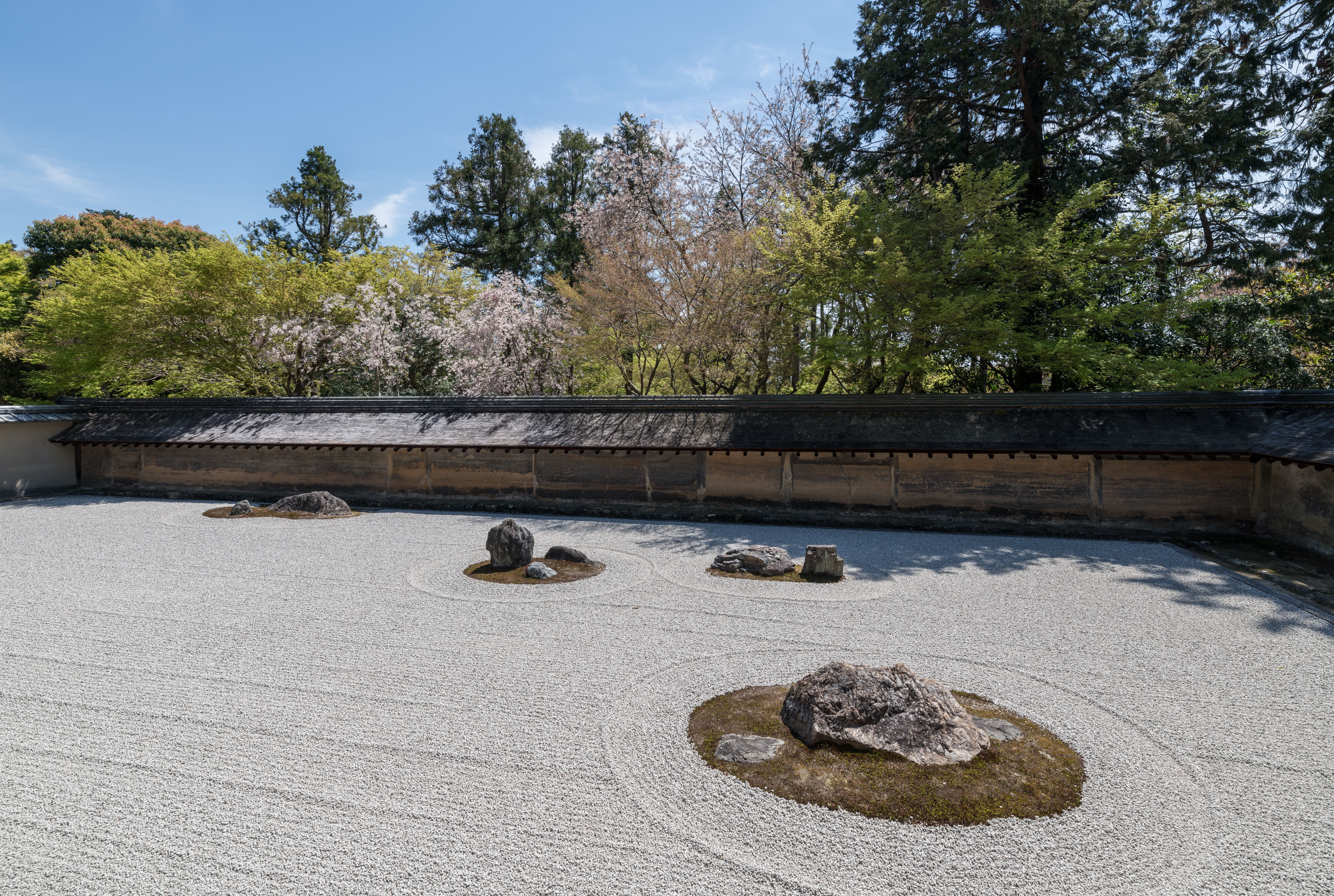
龍安寺